# Maria Bechczyc-Rudnicka
Maria Ksenia Bechczyc-Rudnicka, gebürtig Mataftina (* 1. Februar 1888 in Warschau; † 6. Juni 1982 in Lublin), war eine polnische Schriftstellerin, Theaterkritikerin und Übersetzerin aus dem Französischen und Russischen.

## Leben
Bechczyc-Rudnicka stammte aus der wohlhabenden russischen Adelsfamilie Mataftin und besuchte das Smolny-Institut für adlige Mädchen in Sankt Petersburg, das sie 1907 abschloss. Anschließend studierte sie im historisch-philosophischen Fachbereich der Bestuschew-Kursen und führte von 1911 bis 1912 in Paris Untersuchungen über die Französische Revolution, über die sie wissenschaftliche Arbeiten veröffentlichte. In den folgenden Jahren reiste sie in Europa. Nach ihrer Heirat mit dem Großgrundbesitzer und Publizisten Antoni Bechczyc-Rudnicki lebte sie auf ihren Gütern im Gouvernement Pskow.
Infolge der Oktoberrevolution verlor sie ihre Besitztümer und ging 1919 nach Polen, wo sie in Lipno als Französischlehrerin arbeitete. Nach Warschau siedelte sie 1923 um und arbeitete mit der Zeitschrift Przegląd Mierniczy, für die sie auch als Dolmetscherin an internationalen Fachkongressen teilnahm. Als Schriftstellerin debütierte sie 1925 mit der Novelle O niebieskim ptaku nad doliną Spoleto, die in der Zeitung Gazeta Warszawska erschien. Nach dem Tod ihres ersten Mannes heiratete sie den Musikologen und Direktor der Opernbibliothek in Warschau Edward Wrocki. Während der Besetzung Polens verblieb sie weiterhin in Warschau. Nach dem Warschauer Aufstand gelangte sie mit ihrem Mann im Oktober 1944 nach Lublin, wo sie sich für das literarische und kulturelle Leben einsetzte. So war sie 1945 Mitbegründerin des Lubliner Literaturclubs, der mit dem regionalen Abteil Verbandes der Polnischen Literaten verbunden wurde.  In der Lubliner Zeitschrift Zdrój leitete sie von 1945 bis 1946 den Literatur- und Theaterteil. Zudem war sie von 1947 bis 1965 Mitglied der Hauptverwaltung des polnischen PEN-Clubs und zugleich von 1947 bis 1964 literarische Leiterin des Stadttheaters in Lublin. Für die Zeitschrift Kamena schrieb sie ab 1952, deren Chefredakteurin sie von 1960 bis 1964 war. Als Theaterkritikerin arbeitete sie auch mit den Zeitschriften Sztandar Ludu von 1952 bis 1955 sowie Teatr ab 1970 zusammen. Dem Internationalen Theaterinstitut gehörte sie ab 1970 an.

## Werke

### Sachbücher
- Из исторіи общественного мненія во Франціи в эпоху революціи, 1912
- Наполеон и префекты, 1914

### Romane
- Sol lucet Germaniae. Przygoda profesora Schmidta, 1935
- Niezwykła przygoda zwykłego człowieka. Popularna powieść ideowa, 1936
- Dziw. Opowiadanie na tle życia prasłowian, zusammen mit Antoni Bechczyc-Rudnicki, 1937
- Malarza raweńskiego owieczek dwanaście. Le dodici pecorelle del pittore da Ravenna, 1937
- W retocie życia. Nowele, zusammen mit Antoni Bechczyc-Rudnicki, 1938
- Po kamień, co w ogniu gore, In: Zdrój 1946 und Odra 1947
- Nagłe zamyślenia, 1979

### Theaterkritik
- Godziny osobliwe, 1966
- Uchylanie masek, 1974

### Übersetzungen
- Émile Augier, Jules Sandeau: Zięć pana Poirie. Komedia w 4 aktach, 1948
- Andrei Uspenski: Przyjaciele. Komedia liryczna w 3 aktach, 1948
- Wladimir Dychowitschny, Moris Slobodskoi: Trzy razy nie. Komedia satyryczny w 3 aktach, 1950
- Oleksandr Kornijtschuk: Kalinowy gaj. Komedia 3 odsłonach, 1951
- Pjotr Pawlenko: Szczęście, 1951
- Denis Fonwisin: Niedorostek. Komedia w 5 aktach, 1952
- Arthur Adamov: Wszyscy przeciw wszystkim. Sztuka w 16 odsłonach, 1957
- Eugène Ionesco: Krzesła. Tragifarsa, 1957
- Jacques Audiberti: Zło krąży. Sztuka w 3 aktach, 1958

## Auszeichnungen (Auswahl)
- 1954: Goldenes Verdienstkreuz
- 1959: Ritterkreuz Polonia Restituta
- 1974: Komturkreuz Polonia Restituta